# Partito Nazionalsocialista Bielorusso
Il Partito Nazionalsocialista Bielorusso (in bielorusso: Беларуская нацыянал-сацыялістычная партыя; Belaruskaja Nazyjanal-zazyalistyshaya Partyyaìì (BNSP)) è stato un partito politico nazionalista bielorusso.

## Storia
Il BNSP fu fondato nel 1933 da Fabijan Akintschyz, che ne divenne anche presidente. Tra i principali attivisti c'erano Uladislau Kazlouski, Albin Stepowicz, Pawial Arciszewski, Leon Witan-Dubiejkowski, Kanstanty giànieniewicz, Alojzy Piecukiewicz, Anton Sapko. Nel giugno del 1939, il partito tenne un congresso a Danzica, sul quale fu anche deciso di istituire una Bielorussia indipendente in collaborazione con la Germania nazista. A causa del basso interesse della popolazione bielorussa nel partito, i nazionalsocialisti tedeschi non hanno nemmeno provato a integrare il BNSP in un governo filo-tedesco. La sua influenza sulle relazioni politiche tra la Bielorussia e la Germania fu considerata insignificante. I principali nemici del partito erano gli ebrei e i bolscevichi che guidavano l'Unione Sovietica. L'organo di stampa del partito era il giornale "Nuova Via", il cui direttore era Uladislau Kazlouski. Contrariamente al nome, il gruppo non era fascista, ma nazionalista. Le speranze per la ricostruzione della Bielorussia indipendente erano associate alla Germania nazista. Oltre agli slogan del risveglio nazionale, l'unificazione di tutte le terre etniche bielorusse e il trasferimento di terre e dei kolkhoz ai contadini bielorussi, il BNSP annunciò la nazionalizzazione delle foreste e delle risorse naturali e la lotta per l'inclusione delle ragioni nazionali bielorusse da parte del clero ortodosso e cattolico. Tuttavia, non aveva una base sociale. Nel 1937, le autorità polacche vietarono le sue attività. In questa situazione, nel 1938, alcuni attivisti insieme a Fabijan Akinschyz partirono per la Germania, dove presto fu istituito un ufficio bielorusso presso il Ministero della Propaganda. Nel 1940, il BNSP tentò di espandersi nell'area di Vilnius, che era in Lituania. Immediatamente dopo che l'esercito tedesco attaccò l'URSS il 22 giugno 1941, Uladislau Kazlouski fece richiesta alle autorità del Terzo Reich per legalizzare la sua esistenza, ma incontrò l'opposizione di Alfred Rosenberg. L'attività del gruppo semi-pubblico era limitata all'invio di circa 70 agitatori nelle aree bielorusse occupate che conducevano propaganda anticomunista e filo-tedesca. Fabijan Akintschyz fu ucciso nel marzo del 1943 e Uladislau Kazlouski nel novembre di quell'anno. Ne seguì la rottura del BNSP.